# Pedro Manuel Jiménez de Urrea
Pedro Manuel Jiménez de Urrea, född 1486 i Aragonien, död omkring 1530, var en spansk författare.
Urrea vann anseende som originell författare genom Peregrinación á Jerusalén och Penitencia de amor, vilka liksom hans Cancionero röjer stor talang. Fiestas de amor, en översättning från Petrarca, kan uppfattas som tröttsam, men utmärks genom fulländad skicklighet i decima- och villancicoformen. Urreas mest beaktansvärda verk är den av honom på vers utgivna första akten av Rojas Celestina, som visar, att han före Lope de Vega och Tirso de Molina kunde skriva dramatisk vers.